# Kukpowruk River
Der Kukpowruk River ist ein 285 km langer Zufluss der Tschuktschensee im Nordwesten des US-Bundesstaats Alaska.

## Flusslauf
Der Kukpowruk River entspringt in den De Long Mountains auf einer Höhe von etwa 980 m. Er fließt anfangs etwa 50 km in Richtung Westnordwest. Anschließend wendet sich der Kukpowruk River nach Norden. Er fließt etwa 20 km von der Meeresküste entfernt durch die Tundralandschaft der Arktischen Küstenebene. Auf seinen letzten 50 Kilometern durchquert der Fluss ein von Thermokarst-Seen durchsetztes Gebiet, bevor er schließlich 14 km südlich von Point Lay in die Kasegaluk Lagoon mündet. Die Lagune ist mit der Tschuktschensee verbunden. 

## Einzugsgebiet
Der Kukpowruk River entwässert ein Areal von etwa 4485 km². Das Einzugsgebiet grenzt im Nordosten an das des Epizetka River, im Osten an das des Kokolik River, im Süden an das des Kelly River, im Südwesten an das des Kukpuk River sowie im Westen an das Pitmegea River.

## Namensgebung
Der Eskimo-Name des Flusses wurde im United States Census 1890 erwähnt.